# Región de Pomerón-Supenaam
Pomerón-Supenaam (en neerlandés: Pomeroon-Supenaam) es una de las diez regiones administrativas en las que está dividida la República Cooperativa de Guyana, el cual es un territorio disputado con Venezuela. Se encuentra delimitada por el Océano Atlántico al norte, la región de las Islas Esequibo-Demerara Occidental al este, la región de Cuyuní-Mazaruní al sur y Barima-Guainí al oeste. 
Con una extensión de 6.195 km², su población en 2002 era de 49.253 habitantes. La capital de dicha región es Anna Regina (12.500 habs), siendo otros localidades de importancia Charity (1.400 habs), Pickersgill, Spring Garden y Suddie (1.500 habs). La ciudad de Anna Regina ya fue la capital de la antigua región administrativa de Demerara Occidental-Costa de Esequibo, división que fue establecida en 1971. 
La actual región de Pomeroon-Supenaam nació con la constitución de 1980 la cual, no solo establecía sus límites actuales, si no también sus organismos políticos regionales (cuyos miembros son elegidos cada cinco años, al igual que los parlamentarios del órgano legislativo central).
Además de estas instituciones especiales Pomeroon-Supenaam tiene, al igual que el resto de las regiones del país, la capacidad de elegir un representante en la Asamblea Nacional, así como dos miembros del Congreso Nacional de los Órganos Democráticos Locales.

## Disputa territorial
La región está incluida en la zona en litigio de Guayana Esequiba reclamada por Venezuela como parte del territorio del Estado Guayana Esequiba.

## Subdivisión del territorio
Comprende 5 consejos vecinales democráticos (en inglés: Neighbourhood Democratic Councils - NDC), un municipio y un área no clasificada.
| Tipo de subdivisión         | Nombre                                            | Código estadístico | Localidad sede |
| --------------------------- | ------------------------------------------------- | ------------------ | -------------- |
| Consejo vecinal democrático | Good Hope/Pomona                                  | 201                | Huis t Dieren  |
| Consejo vecinal democrático | Riverstown/Annandale                              | 202                | Suddie         |
| Consejo vecinal democrático | Zorg-en-Vlygt/Aberdeen                            | 203                | Queenstown     |
| Consejo vecinal democrático | Paradise/Evergreeen (incluyendo Somerset y Berks) | 204                | Dartmouth      |
| Consejo vecinal democrático | Charity/Urasara                                   | 205                | Charity        |
| Municipio                   | Anna Regina                                       | 206                | Anna Regina    |
| Área no clasificada         | Supernaam River, Bethany y Villas Mashabo         | 207                | -              |

## Galería

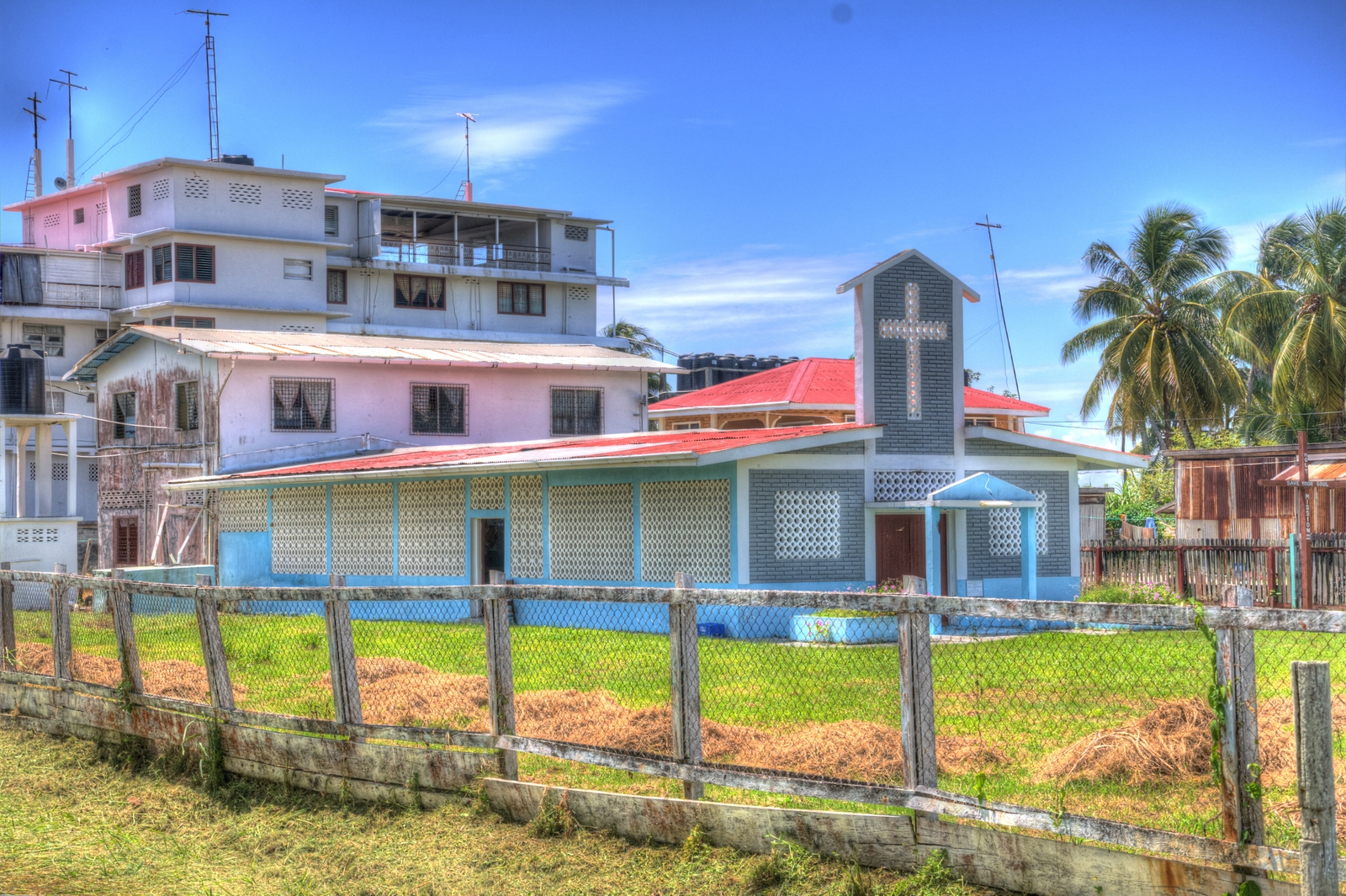
Iglesia católica de Henrietta
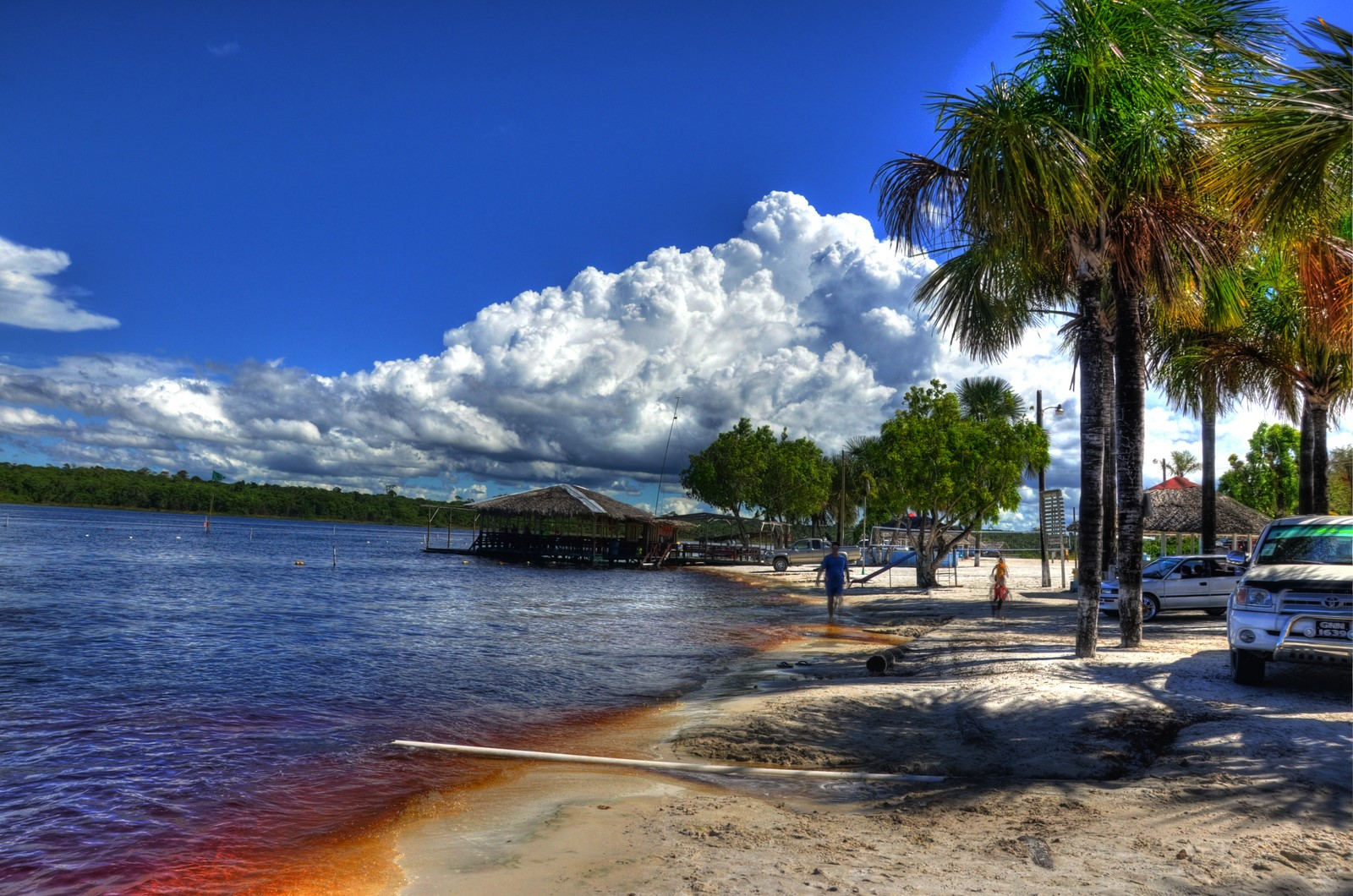
Lago Mainstay
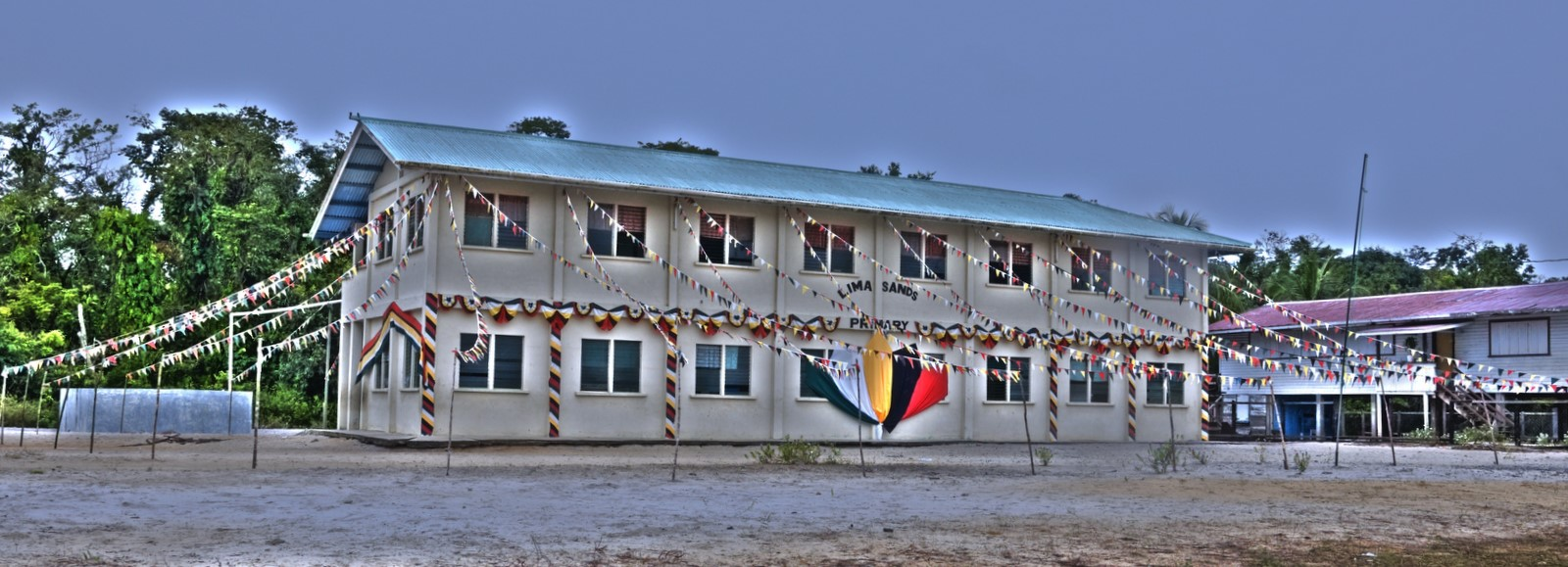
Escuela de Lima Sands
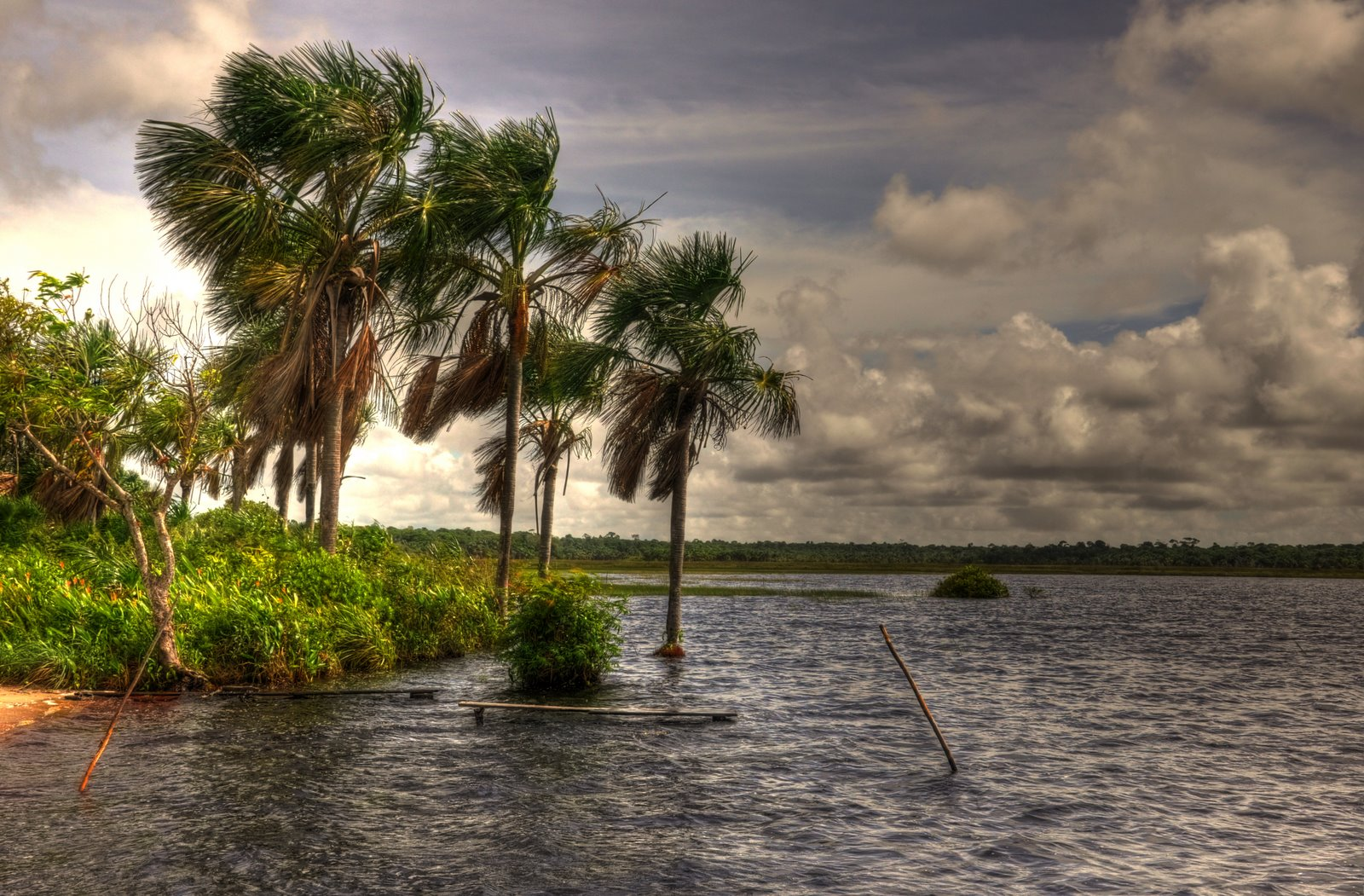
Lago Capoey
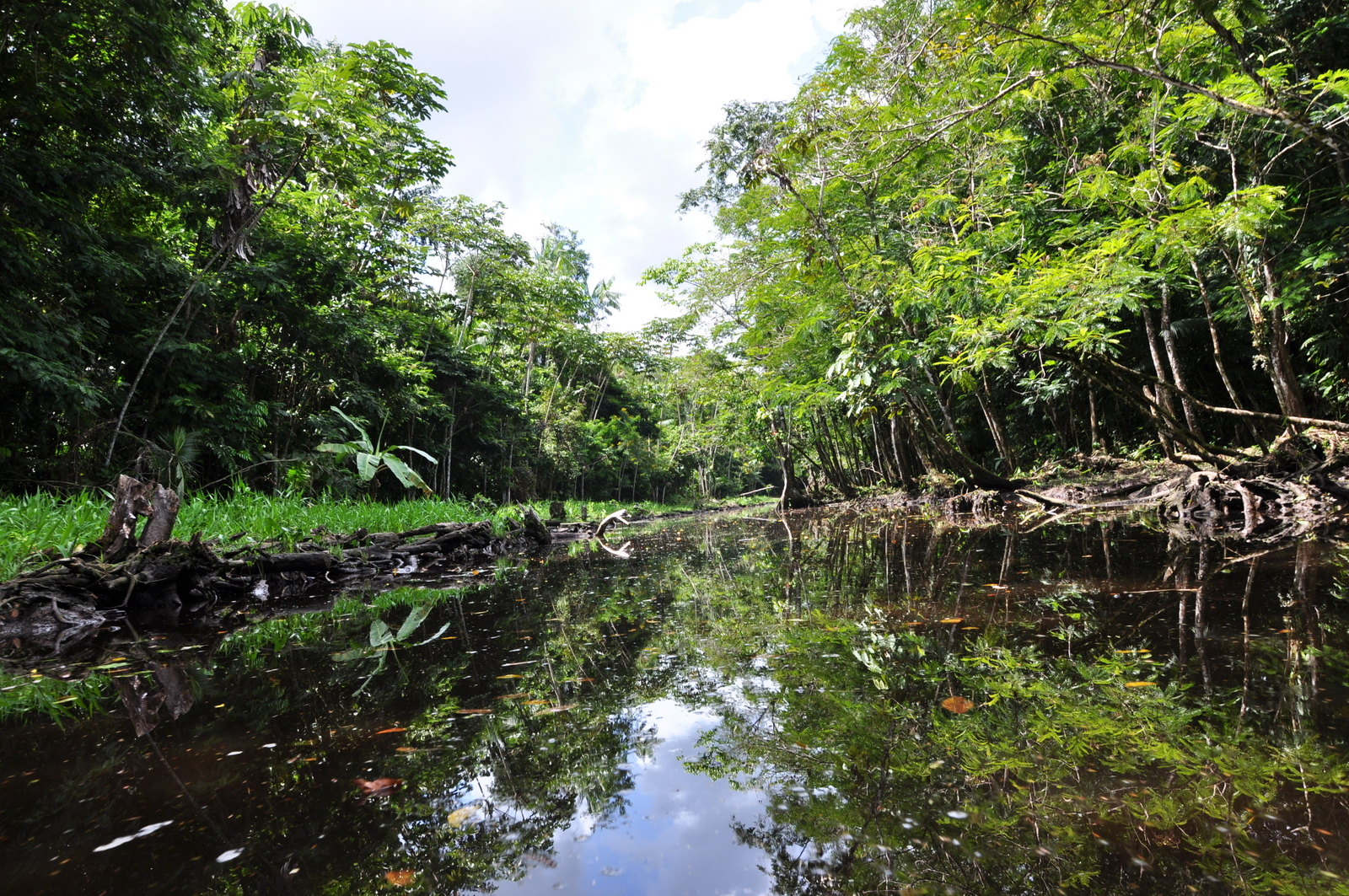
Arroyo de Siriki